# Campeonato de España de Ciclismo en Ruta 2023
La CXXII edición del Campeonato de España de Ciclismo en Ruta se disputó el 25 de junio de 2023 con salida y llegada en San Lorenzo del Escorial, con un recorrido que constó de 186,1 km.
El vencedor final fue el corredor alavés Oier Lazkano del Movistar Team que se impuso en solitario en la meta a Juan Ayuso del UAE Team Emirates y Alex Aranburu también del Movistar Team.

## Clasificación final
| \| Clasificación general \| Clasificación general \| Clasificación general \| Clasificación general \| Clasificación general \| \| Ciclista \| Ciclista \| Equipo \| Tiempo \| \| \| --------------------- \| --------------------- \| --------------------------- \| --------------------- \| --------------------- \| \| 1.º \| Oier Lazkano \| Movistar Team \| 4 h 13 min 12 s \| \| \| 2.º \| Juan Ayuso \| UAE Team Emirates \| + 6 s \| \| \| 3.º \| Alex Aranburu \| Movistar Team \| + 6 s \| \| \| 4.º \| Jesús Herrada \| Cofidis \| + 10 s \| \| \| 5.º \| Gorka Sorarrain \| BAI-Sicasal-Petro de Luanda \| + 12 s \| \| \| 6.º \| Roger Adrià \| Equipo Kern Pharma \| + 14 s \| \| \| 7.º \| Jordi López \| Equipo Kern Pharma \| + 14 s \| \| \| 8.º \| Jon Barrenetxea \| Caja Rural-Seguros RGA \| + 16 s \| \| \| 10.º \| David González López \| Caja Rural-Seguros RGA \| + 22 s \| \| |                      |                             |                 |
| |                      |                             |                 |
| |                      |                             |                 |
| Clasificación general |                      |                             |                 |
| Ciclista | Ciclista             | Equipo                      | Tiempo          |
| 1.º | Oier Lazkano         | Movistar Team               | 4 h 13 min 12 s |
| 2.º | Juan Ayuso           | UAE Team Emirates           | + 6 s           |
| 3.º | Alex Aranburu        | Movistar Team               | + 6 s           |
| 4.º | Jesús Herrada        | Cofidis                     | + 10 s          |
| 5.º | Gorka Sorarrain      | BAI-Sicasal-Petro de Luanda | + 12 s          |
| 6.º | Roger Adrià          | Equipo Kern Pharma          | + 14 s          |
| 7.º | Jordi López          | Equipo Kern Pharma          | + 14 s          |
| 8.º | Jon Barrenetxea      | Caja Rural-Seguros RGA      | + 16 s          |
| 10.º | David González López | Caja Rural-Seguros RGA      | + 22 s          |